# Суранши-батир
Суранши́-бати́р (каз. Сұраншы батыр) — село у складі Жамбильського району Алматинської області Казахстану. Адміністративний центр Талапського сільського округу.
До 2005 року село називалось Талап.
Населення — 1411 осіб (2021; 1734 у 2009, 1516 у 1999, 1729 у 1989).